# Park Narodowy Alejandro de Humboldt
Park Narodowy Alejandro de Humboldt (hiszp. Parque Nacional Alejandro de Humboldt) – park narodowy w południowo-wschodniej części Kuby, w prowincjach Holguín i Guantánamo. Nazwany na cześć niemieckiego naukowca Alexandra von Humboldta, który wizytował wyspę w 1800 i 1801, od 2001 roku wpisany na listę światowego dziedzictwa UNESCO z uwagi na unikalne: powierzchnię, zróżnicowanie wysokości i form geologicznych, bogactwo endemicznej flory i fauny. Powierzchnia parku wynosi 711,38 km², z których 685,72 km² przypada na ląd, a 22,63 km² stanowi obszar morski. Obejmuje wysokości od poziomu morza do szczytu El Toldo (1168 m n.p.m.).
Rzeki, biorące swoje źródła w górach parku są największymi rzekami na wyspach karaibskich. Dzięki bardzo dużej wilgotności występuje tu szczególnie duże zróżnicowanie biologiczne. Występuje tu 16 z 28 kubańskich endemicznych gatunków roślin, np. Dracaena cubensis, Podocarpus ekman. Faunę reprezentują liczne gatunki papug, jaszczurek, kolibrów, ślimaków oraz hutia i zagrożony Almik kubański.

## Historia
Park Narodowy obejmuje obszar, który w historii był w bardzo małym stopniu eksploatowany przez człowieka, znane jest tu tylko archeologiczne stanowisko z czasów prekolumbijskich nad brzegiem Aguas Verdes. W XVIII i XIX w. w pogranicznych rejonach chronili się zbiegli niewolnicy.
Początki parku datuje się w latach 60., w 1996 obszary chronione zostały połączone w Park Narodowy, który został wpisany na listę światowego dziedzictwa UNESCO w 2001.